# Adicsa
Az Adicsa (oroszul: Адыча), folyó Oroszország ázsiai részén, Jakutföldön; a Jana jobb oldali, legbővízűbb és leghosszabb mellékfolyója.
Neve a felső folyásán Borong (Боронг), az alsó folyásán Adiaccsi (Адыаччи).

## Földrajz
Hossza: 715 km, vízgyűjtő területe: 89 800 km², évi közepes vízhozama a torkolatnál: 485 m³/s.
A Cserszkij-hegylánchoz tartozó Borong-hegység déli lejtőjén, 1815 m magasságban ered. Felső folyásán mély kanyonban folyik észak felé. A forrástól kb. 270 km-re kiér a hegyek közül, onnantól síksági folyóvá szelídül. A Tuosztah beömlésétől (kb. 70 km-re a torkolattól) ismét sziklás, szűk völgyben halad, miközben átvágja magát a hegyek között. Két mellékágra szakadva ömlik a Janába, 620 km-re annak torkolatától.
Október első felében befagy, gyakran fenékig; a tavaszi olvadás május végén kezdődik. Tavaszi árvize van, de nyáron akár 10-14 alkalommal is megárad. Az éves vízmennyiség 90 %-a a nyári hónapokban folyik le. Alsó szakasza a torkolattól fölfelé 223 km-ig (Ojun-Homoto faluig) hajózható.

### Jelentősebb mellékfolyói
- balról a Derbeke (389 km), a Nelgesze (vagy Nyelgehe, 566 km) és a Borulah (vagy Buralah, 316 km)
- jobbról a Tuosztah  (271 km) és a Csarki (vagy Muolakan, 276 km).